# (38460) 1999 TH13
1999 تي إتش 13 (ويعرف أيضًا باسم (38460) 1999 تي إتش 13 وفق تسمية الكوكب الصغير) (بالإنجليزية: 1999 TH13)‏ هو كويكب ضمن حزام الكويكبات؛ وترتيبه 38460 من حيث الاكتشاف.
اكتُشف هذا الجُرم الفلكي بواسطة كورادو كورليفيتش في 7 أكتوبر 1999.

## وصلات خارجية
- (38460) 1999 TH13 في قاعدة بيانات مختبر الدفع النفاث لأجرام النظام الشمسي الصغيرة

- الاكتشاف · مخطط المدار ·  العناصر المدارية · المعلمات المادية

- (38460) 1999 TH13 على موقع ويكي سكاي: DSS2, SDSS, GALEX, IRAS, Hydrogen α, X-Ray, Astrophoto, Sky Map, Articles and images